# Leo Perutz
Leopold Perutz (Prága, 1882. november 2. – Bad Ischl, 1957. augusztus 25.) osztrák regényíró és matematikus. Prágában (ma Csehország fővárosa) született, így az Osztrák-Magyar Monarchia polgára volt. Bécsben élt egészen az 1938-as náci anschlussig, amikor is Palesztinába emigrált.
Az Arcade Publishing regényei angol nyelvű fordításainak életrajzi feljegyzése szerint Leo matematikus volt, aki egy algebrai egyenletet fogalmazott meg, amelyet róla neveztek el; statisztikusként dolgozott egy biztosítónál. Rokonságban állt Max Perutz biológussal.
Az 1950-es években időnként visszatért Ausztriába, ahol a nyári és őszi hónapokat a salzkammerguti üdülőrégió St. Wolfgang mezővárosában és Bécsben töltötte. Az osztrák fürdővárosban, Bad Ischlben halt meg 1957-ben. Első regényét, a Die dritte Kugel-t (A harmadik golyó) 1915-ben írta, miközben az első világháborúban szerzett sebéből felépült. Összesen tizenegy regényt írt, amelyek Jorge Luis Borges, Italo Calvino, Ian Fleming, Karl Edward Wagner és Graham Greene csodálatát váltották ki. Wagner Perutznak Der Meister des Jüngsten Tages (Az Utolsó Ítélet mestere) című regényét a tizenhárom legjobb természetfeletti horrorregény közé sorolta.

## Áttekintés
Perutz Prágában született, nagyrészt nem vallásos zsidó származású családban. Bécsbe költöztek, ahol különböző iskolákba és főiskolákba járt, mielőtt valószínűségszámítást, statisztikát, biztosításmatematikát és közgazdaságtant tanult volna.
Regényei rövidek, és általában történelmi regények, amelyekben a gyors tempójú kalandot metafizikai fordulattal ötvözik. E. T. A. Hoffmann, Arthur Schnitzler és Victor Hugo munkái hatnak rájuk (akinek műveit Perutz fordította németre). Friedrich Torberg osztrák regényíró egykor úgy jellemezte Perutz irodalmi stílusát, mint Franz Kafka és Agatha Christie kis hűtlenségének lehetséges eredményét. A Der Marques de Bolibar (Bolibar márki, 1920) Napóleon spanyolországi hadjárata alatt feltűnik a bolygó zsidó. A Der Meister des jüngsten Tages (Az Utolsó Ítélet mestere, 1921) egy határozottan más rejtélyes történet egy színész huszadik század eleji halálának körülményeiről, a Wohin rollst Du, Äpfelchen (Hova gurulsz, kis alma?, 1928) pedig egy első világháborús katona megszállott bosszúvágyáról szól. A Nachts unter der steinernen Brücke (Éjjel a kőhíd alatt, 1952) egy epizódszerű mű, amelynek különálló történeteit egy zsidó nő és II. Rudolf császár által álmukban megosztott tiltott szerelem köti össze. A posztumusz kiadott Leonardo Júdásában (Der Judas des Leonardo, 1959) da Vinci arra törekszik, hogy egy megfelelő arcot keressen, amellyel az árulónak ajándékozhatná Utolsó vacsoráját, és átszövi az uzsorás és a kereskedő közötti civakodással, akinek pénzzel tartozik.
1933-ban megjelent St. Petri-Schnee (Szent Péter hava) című regényének (angolul 1935-ben The Virgin's Brand címmel jelent meg), amely a mai korban játszódik, olyan kábítószerre utal, amely vallási lelkesedést vált ki; a nácik érthetően nem törődtek vele. A kritikus, Alan Piper "pszichológiai detektívtörténetnek" tartotta, bár változóan sci-fi vagy fantasy kategóriába sorolták. Piper úgy vélte, hogy a regény évtizedekkel megelőzte korát egy anyarozs gombából származó hallucinogén gyógyszer leírása miatt 10 évvel az LSD felfedezése előtt. Azt is megdöbbentőnek tartotta, hogy 20 évvel az 1951-es Pont-Saint-Esprit tömeges mérgezés előtt tárgyalta ennek a hallucinogénnek a kísérleti alkalmazását egy elszigetelt faluban, hogy az anyarozs pszichoaktív összetevőt az ősi misztériumkultuszokban használták 40 évvel azelőtt, hogy ezt komoly javaslatként terjesztették volna elő.
Franz Rottensteiner kritikus a német nyelvű fantasztikus irodalomról szóló vitájában Perutzot „korának kétségtelenül legjobb fantasy szerzőjeként” írja le. Az irodalomtudós, Alan Piper úgy jellemezte Perutz munkáját, mint amely jellemzően "a fantasztikus elemet tartalmazza, drámai cselekményekkel, amelyek zavaros és egymásnak ellentmondó eseményértelmezéseket tartalmaznak".

## Művei

### Regények és novellák
- Die dritte Kugel (első kiadás Albert Langen, München, 1915) DTV, München 2007, ISBN 978-3-423-13579-5
- Das Mangobaumwunder. Eine unglaubwürdige Geschichte (Erstausgabe bei Albert Langen in München, 1916) (zusammen mit Paul Frank(wd)[9]) új kiadás Knaur, München 1998, ISBN 3-426-60100-1
- Zwischen neun und neun (1918). Erstausgabe bei Albert Langen, München, 1918, színes borítórajz: Thomas Theodor Heine. Új kiadás: Matthes & Seitz Berlin, Berlin 2009, ISBN 978-3-88221-654-7 (Vorschau der Ausgabe bei Paul Zsolnay Verlag, 2017 a Google Könyvekben)
- Das Gasthaus zur Kartätsche. Eine Geschichte aus dem alten Österreich (1920)
- Der Marques de Bolibar (1920) Zsolnay, Wien 2004, ISBN 3-552-05305-0
- Die Geburt des Antichrist (1921, film is készült Die Geburt des Antichrist címen)
- Der Meister des Jüngsten Tages (1923)
- Turlupin (1924) Zsolnay, Wien 1995, ISBN 3-552-04703-4
- Der Kosak und die Nachtigall. (1927) (zusammen mit Paul Frank[9]).
- Wohin rollst Du, Äpfelchen (1928). Hrsg. von Hans-Harald Müller; Paul Zsolnay Verlag(wd), Wien 2021, ISBN 978-3-552-05534-6 (Vorschau a Google Könyvekben).
- Herr, erbarme Dich meiner (1930) (regények)
- St. Petri-Schnee (1933). Zsolnay, Wien 2007, ISBN 978-3-552-05420-2
- Der schwedische Reiter (1936)
- Nachts unter der steinernen Brücke. Ein Roman aus dem alten Prag Frankfurter Verlagsanstalt, Frankfurt am Main 1953.
- Der Judas des Leonardo (postum, 1959). DTV, München 2005, ISBN 3-423-13304-X
- Mainacht in Wien (1996) (Fragmente aus dem Nachlass) DTV, München 2007, ISBN 978-3-423-13544-3

### Színdarabok
- Die Reise nach Preßburg. (Schauspiel, zusammen mit Hans Adler(wd), 1930 Uraufführung in Josephstadt, Regie Emil Geyer).
- Morgen ist Feiertag. (Komödie, zusammen mit Hans Adler und Paul Frank, 1935 Uraufführung im Deutschen Volkstheater(wd))
- Warum glaubst Du mir nicht? (1936) (Komödie, zusammen mit Paul Frank)

### Pamfletek
- Die Feldgerichte und das Volksgericht (névtelen írás a K.u.k. katonai igazságszolgáltatási rendszer(wd) ellen az első világháborúban, 1919)

### Szerkesztések
- Victor Hugo: Quatrevingt-treize(wd) (1925, Das Jahr der Guillotine, zusammen mit Oswald Levett(wd))
- Victor Hugo: Bug-Jargal(wd) (1929, Flammen auf San Domingo, zusammen mit Josef Kalmer(wd))

### Filmadaptációk
- Das Abenteuer des Dr. Kircheisen (1921)
- Der Marquis von Bolivar (1922)
- Die Geburt des Antichrist (1922)
- Bolibar (1929)
- Der Kosak und die Nachtigall (1935)
- Historia de una noche (1941)
- Ceniza al viento (1942)
- Historia de una noche (1963)
- Der Meister des jüngsten Tages (1990)
- Tyro (1990)
- St. Petri Schnee. (1991)

### Magyarul
- Perutz, Leo / Frank, Paul(wd): A mangófa csodája (Das Mangobaumwunder) – Singer és Wolfner, Budapest, 1917 · Fordította: Barabás Béla
- Kilenc és kilenc között. Regény; ford. Bolgár Imre; Bécsi Magyar Kiadó, Bécs, 1920
- Bolibár márki (Der Marques de Bolibar) – Légrády Testvérek, Budapest, 1928 · Fordította: Molnár Antal
- 9-9. Regény (Zwischen neun und neun) – Singer és Wolfner, Budapest, 1929 (Rózsaszín regények) · Fordította: Kőszegi István
- A svéd lovas (Der schwedisce Reiter) – Dante, Budapest, 1937 (Halhatatlan könyvek) · Fordította: Benedek Marcell
- Az Utolsó Ítélet mestere (Der Meister des jüngsten Tages) – Jelenkor, Pécs, 2011 · ISBN 9789636765040 · Fordította: Tatár Sándor
- Éjjel a kőhíd alatt (Nachts unter der steinernen Brücke) – Gondolat, Budapest, 2018 · ISBN 9789636938918 · Fordította: Tatár Sándor
- Szent Antal tüze (St. Petri-Schnee) – Gondolat, Budapest, 2018 · ISBN 9789636937881 · Fordította: Tatár Sándor
- A svéd lovas (Der schwedisce Reiter) – Múlt és Jövő, Budapest, 2022 · ISBN 9786155480928 · Fordította: Tatár Sándor
- Leonardo Júdása (Der Judas des Leonardo) – Múlt és Jövő, Budapest, 2023 · ISBN 9786156641052 · Fordította: Tatár Sándor

## Fordítás
- Ez a szócikk részben vagy egészben  a   Leo Perutz című angol Wikipédia-szócikk fordításán alapul.  Az eredeti cikk szerkesztőit annak laptörténete sorolja fel. Ez a jelzés csupán a megfogalmazás eredetét és a szerzői jogokat jelzi, nem szolgál a cikkben szereplő információk forrásmegjelöléseként.